# Andrena hattorfiana
Espèce
Statut de conservation UICN

 NT  : Quasi menacé
Andrena hattorfiana est une espèce d'abeilles de la famille des Andrenidae, du genre Andrena. 

## Description
C'est une grande espèce, de couleur noir-brun, à l'avant-dernier segment abdominal jaune. 

## Répartition
Elle occupe la zone paléarctique-ouest.

## Mœurs
Elle niche dans des terriers qu'elle creuse dans le sol.
C'est une espèce oligolectique : elle ne butine que les fleurs de la famille des Dipsacaceae.

## Noms vernaculaires
Elle est communément appelée andrène de la scabieuse ou encore andrène de la knautie.